# Джеклорд Джекобс
Джеклорд Боладжі Джекобс (англ. Jacklord Bolaji Jacobs, 1 січня 1970) — нігерійський професійний боксер, призер чемпіонату світу серед аматорів, чемпіон Всеафриканських ігор.

## Аматорська кар'єра
На Всеафриканських іграх 1991 став чемпіоном.
На чемпіонаті світу 1991 програв в першому бою Дейл Брауну (Канада).
На Олімпійських іграх 1992 програв в першому бою Ростиславу Зауличному (Україна).
На чемпіонаті світу 1993 завоював бронзову медаль.
- В 1/8 фіналу переміг Антоніо Тарвера (США) — 11-3
- У чвертьфіналі переміг Валентина Давидова (Болгарія) — RSC 2
- У півфіналі переміг Ростислава Зауличного (Україна) — 8(+)-8
- У фіналі програв Рамону Гарбей (Куба) — 4-10

## Професіональна кар'єра
Дебютував на профірингу 1994 року. За весь час провів 13 боїв, в яких здобув лише 5 перемог.